# 阿勒斯海姆 (德国)
阿勒斯海姆是德国巴伐利亚州的一个市镇。总面积20.45平方公里，总人口965人，其中男性467人，女性498人（2011年12月31日），人口密度47人/平方公里。